# Kruščičko Jezero
Kruščičko Jezero är en sjö i Kroatien.   Den ligger i länet Lika, i den centrala delen av landet, 140 km söder om huvudstaden Zagreb. Kruščičko Jezero ligger 530 meter över havet. Arean är 1,4 kvadratkilometer. I omgivningarna runt Kruščičko Jezero växer i huvudsak lövfällande lövskog. Den sträcker sig 1,8 kilometer i nord-sydlig riktning, och 2,0 kilometer i öst-västlig riktning.